# Bothfeld-Vahrenheide
Bothfeld-Vahrenheide ([ˈboːtfɛlt faːʁənˈhae ̯də] ⓘ) ist der 3. und mit 30,76 Quadratkilometern der flächenmäßig größte Stadtbezirk in der niedersächsischen Landeshauptstadt Hannover. Er hat 50.793 Einwohner (26.179 Frauen und 24.614 Männer) und besteht aus den Stadtteilen Bothfeld (21.077 Einwohner), Sahlkamp (14.363 Einwohner), Vahrenheide (9.998 Einwohner), Isernhagen-Süd (3.084 Einwohner) und Lahe (2.271 Einwohner) (Stand 31. Dezember 2022).

## Bothfeld
Bothfeld ist ein ursprünglich landwirtschaftlich geprägtes Dorf, heute ein unterschiedlich strukturierter Stadtteil. Die Sutelstraße ist die zentrale Straße.
Das älteste Gebäude ist die seit 1288 bekannte St.-Nicolai-Kirche mit ihrem im 14. Jahrhundert aus Raseneisenstein erbauten Turm. Das Kirchenschiff entstand 1911 neu nach Plänen des Architekten Eduard Wendebourg. Neben dem Turm der Kirche steht seit 1941, dem 100. Jahrestag des Liedes der Deutschen, eine Eiche zum Gedenken an dessen Dichter August Heinrich Hoffmann von Fallersleben, der in Bothfeld seine Familie gründete. Seine Braut Ida vom Berge lebte dort im Hause ihres Vaters, der Pastor der Kirchengemeinde St. Nicolai war. Im Jahre 2019 wurde feierlich die Neugestaltung des Friedenmahnmals „Geh-Denk-Garten Frieden“ unter Mitwirkung des Niedersächsischen Ministerpräsidenten Stephan Weil eingeweiht.
Zwischen 1936 und 1939 wurden im Westen von Bothfeld vier Kasernenanlagen geschaffen. In der Nacht vom 27. auf den 28. September 1943 griffen 572 Bomber im Zuge der Luftangriffe auf Hannover zum wiederholten Male die Landeshauptstadt an. Wieder fielen zahlreiche Bomben auf freies Gelände, diesmal im Norden der Stadt im Bereich von Bothfeld bis Groß-Buchholz. Getroffen wurden u. a. Industrieanlagen von Bahlsen, Sprengel und Continental.
Der 1981 aufgelöste frühere Stadtteil Klein-Buchholz wurde zum größten Teil Bothfeld zugeschlagen. Seit 2003 gibt es an der Sutelstraße den Einkaufspark Klein-Buchholz, innerhalb dessen eine Fläche als „Platz der Klein-Buchholzer Bürger“ bezeichnet ist. Dort finden regelmäßig Veranstaltungen, wie Wochenmarkt, Schützenfest und andere Feste, statt.
Bothfeld wird heute im Norden von der Autobahn 2 und im Süden vom Mittellandkanal und der Podbielskistraße begrenzt. Im Westen bilden die Ada-Lessing-Straße, bis 31. August 2021 General-Wever-Straße, und die Langenforther Straße die Grenze zum Stadtteil Sahlkamp, im Osten bilden die Straße Im Heidkampe, der Laher Graben und die Kirchhorster Straße die Grenze zum Stadtteil Lahe.
Die Wohngebiete bestehen überwiegend aus Einfamilien- und Reihenhäusern unterschiedlicher Bauperioden, unter anderem gibt es freistehende Häuser, Gartenhofhäuser und die Grasdachsiedlung Laher Wiesen. Im Süden an der Podbielskistraße dominieren Büro- und Verwaltungsbauten, Einkaufszentren und Geschosswohnungsbau.
In der Nähe der St.-Nicolai-Kirche an der Ebelingstraße liegt der alte Bothfelder Friedhof. An der Burgwedeler Straße liegen der 1924 eröffnete Jüdische Friedhof Bothfeld sowie der Stadtteilfriedhof Bothfeld, auf dem am 9. Juni 1967 Benno Ohnesorg beerdigt wurde. Gegenüber dem Stadtteilfriedhof auf der anderen Seite der Burgwedeler Straße erstreckt sich das Waldstück Große Heide bis nach Isernhagen-Süd. Zwischen der Haltestelle Stadtfriedhof Bothfeld und dem südlichen Teil des Waldes Große Heide existiert eine Calisthenics-Sportanlage.
Am Uslarplatz stand früher die Windmühle, die jetzt in Groß-Buchholz steht. Heute befindet sich an dieser Stelle ein Spiel- und Bolzplatz.
Durch Bothfeld verkehrt die Stadtbahnlinie 13, auf der Podbielskistraße fahren zudem die Linien 3 und 7. Der ehemalige Straßenbahn-Betriebshof Buchholz wurde von der Üstra aufgegeben. Die historische Straßenbahnhalle wurde zu einem Einkaufszentrum umgebaut. Auf dem Freigelände wurde eine Abstellanlage für Stadtbahnen des Typs TW 2000 errichtet.

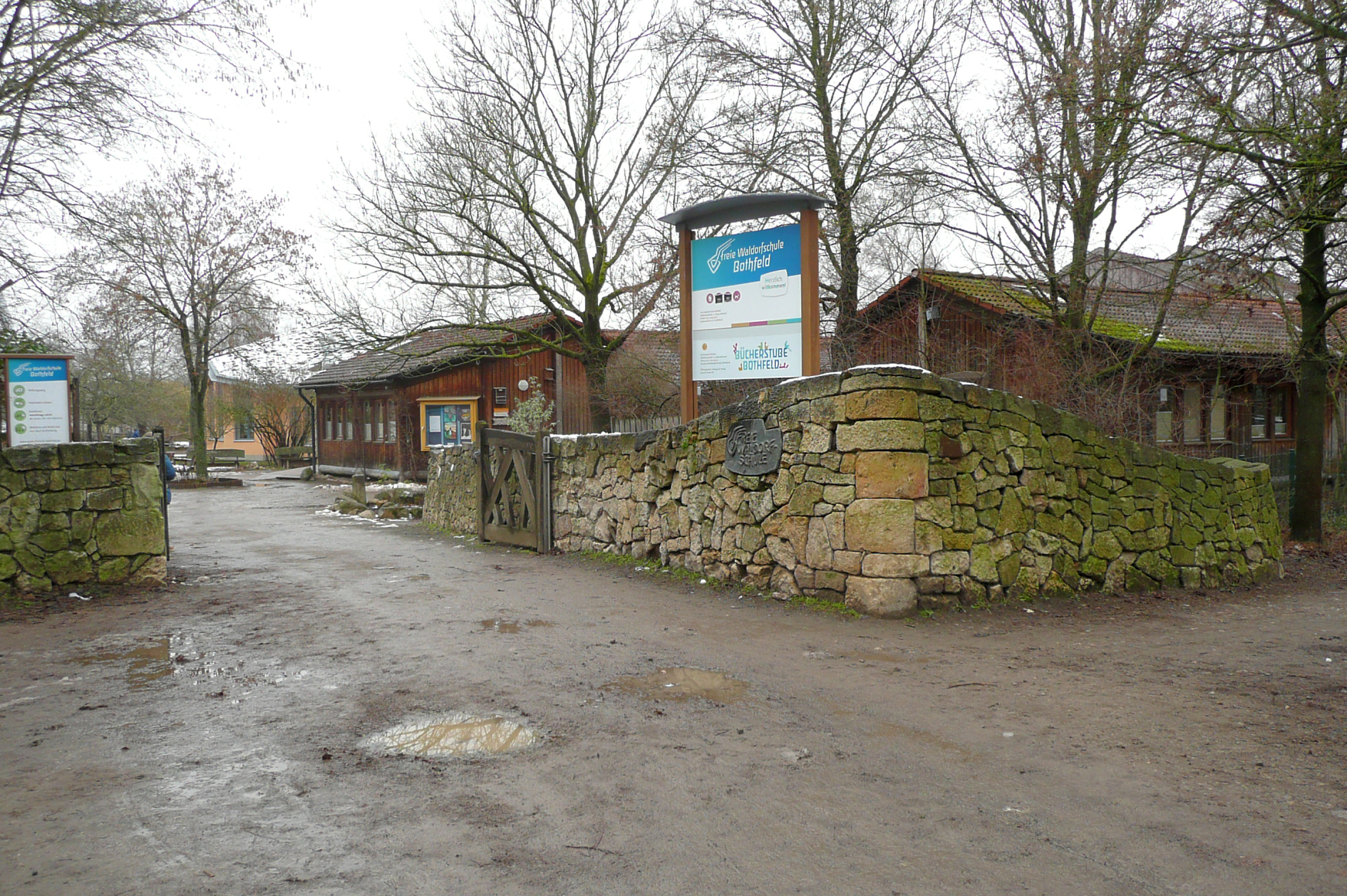
Eingang der Freien Waldorfschule Hannover-Bothfeld

Im Schulzentrum am Hintzehof, bisher Ada-Lessing-Hauptschule und Lotte-Kestner-Realschule, wurde im August 2013 eine Integrierte Gesamtschule als Ganztagsschule eingerichtet. Im Stadtteil gibt es zudem eine Waldorfschule und die Freie Evangelische Schule Hannover. Auf dem Bothfelder Anger am Rande des Schulzentrums steht die als Naturdenkmal geschützte Bothfelder Hochzeitseiche.
In Bothfeld befinden sich die evangelisch-lutherischen Kirchen St. Nicolai (auch Bothfelder Kirche genannt) und St. Nathanael sowie die katholische Kirche Heilig Geist von 1963. Die neuapostolische Kirche am Prießweg wurde geschlossen, ihre Gemeinde wurde 2005 mit der Gemeinde in List zusammengelegt.
Der TuS Bothfeld von 1904 e. V. ist mit über 2200 Mitgliedern, davon weit über die Hälfte Kinder und Jugendliche, einer der größten Sportvereine in Hannover.
Die Schützengesellschaft Bothfeld von 1892 e. V. veranstaltet auf dem Festplatz jährlich ein Schützenfest und nimmt am Hannoverschen Schützenausmarsch teil.
Persönlichkeiten
- Heinrich Gerns (1892–1963), deutscher Politiker (CDU)
- Egon Franke (1913–1995), deutscher Politiker (SPD)
- Benno Ohnesorg (1940–1967)
- Adis Ahmetovic (* 1993), deutscher Politiker (SPD)

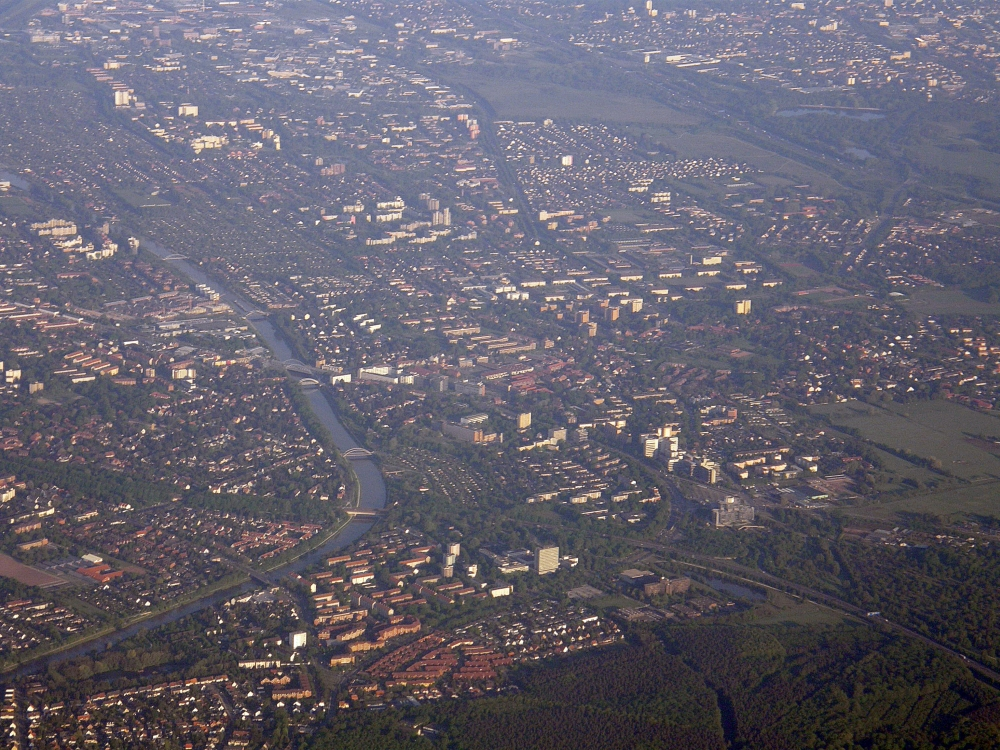
Luftbild von Bothfeld und Buchholz
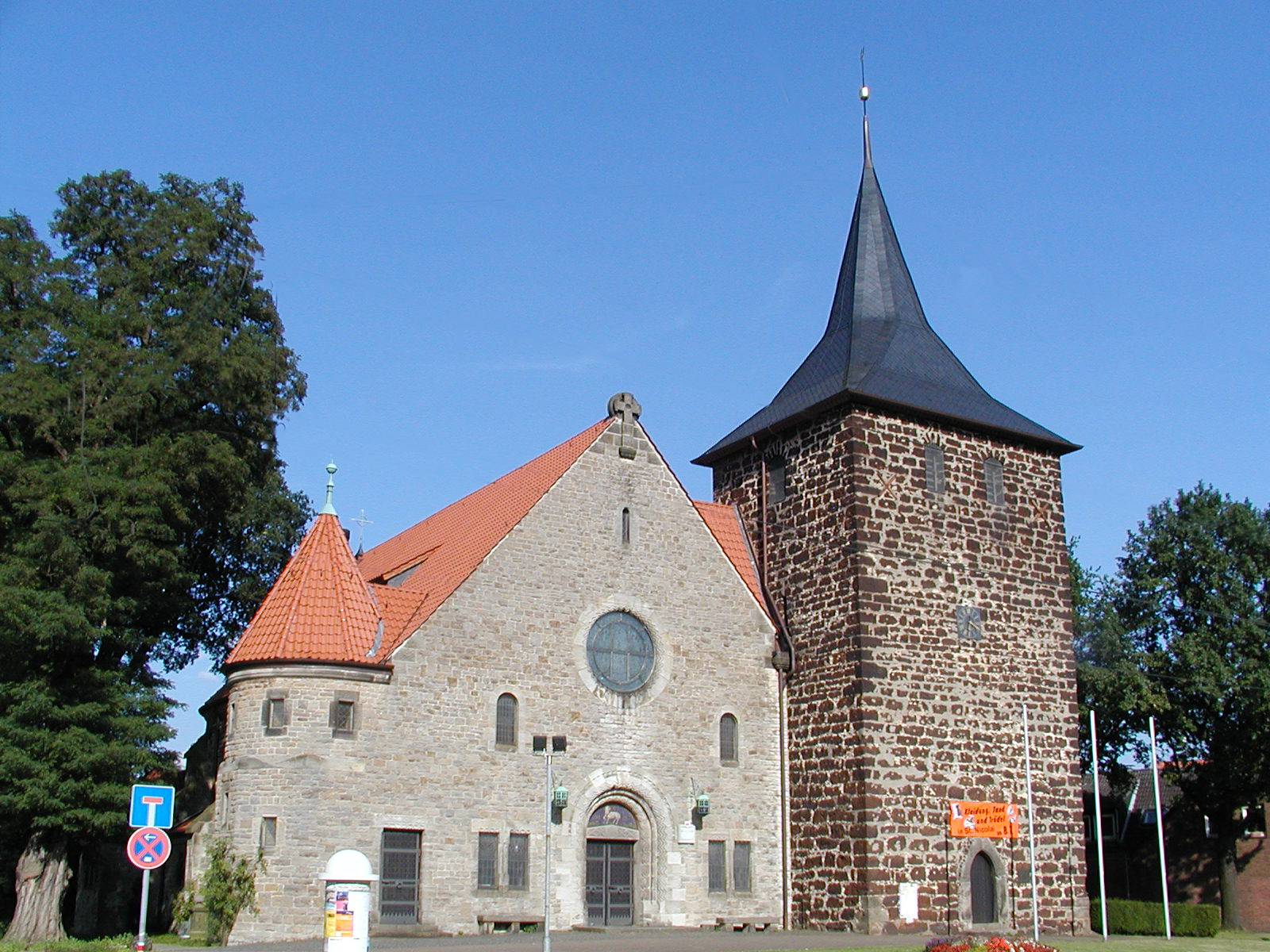
St.-Nicolai-Kirche
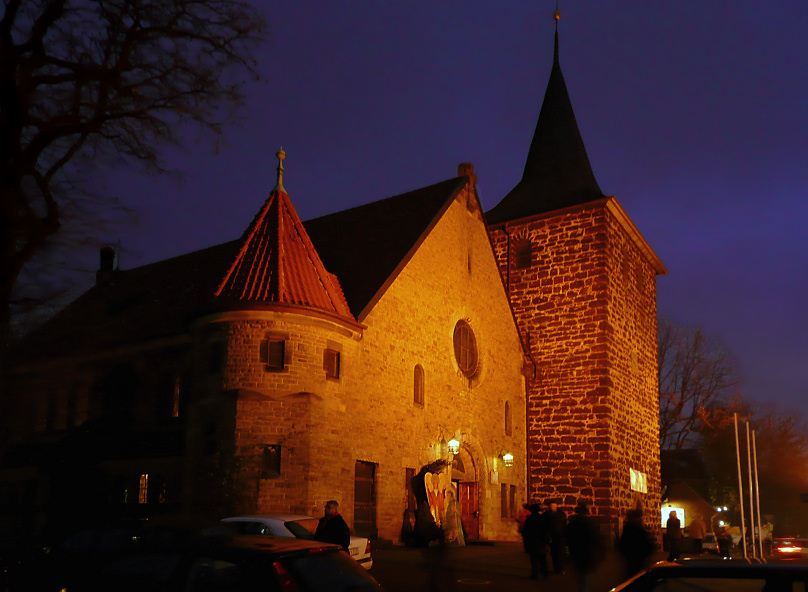
Weihnachtsmarkt an der St.-Nicolai-Kirche
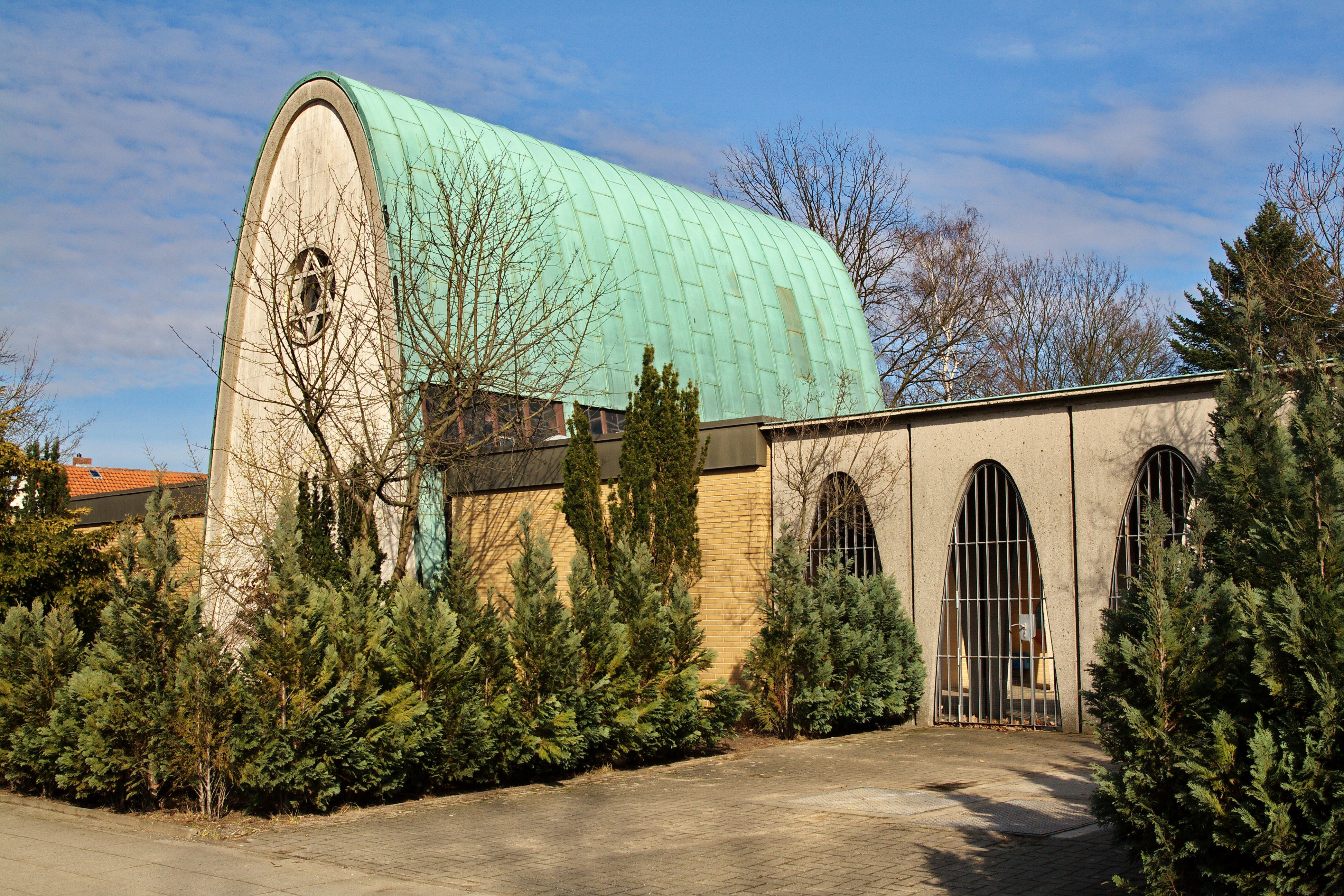
Trauerhalle am Jüdischen Friedhof
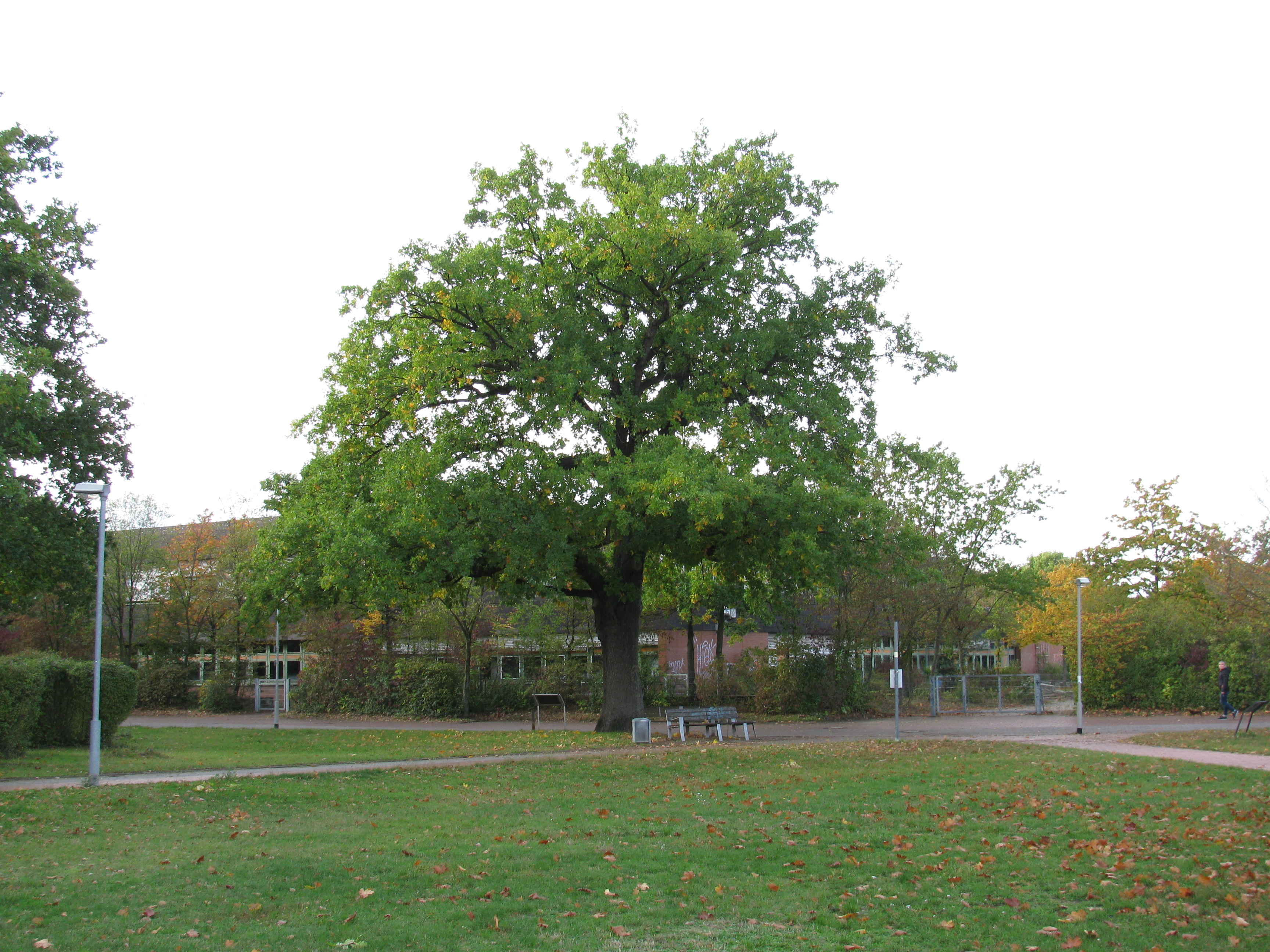
Bothfelder Hochzeitseiche, als Naturdenkmal geschützt

## Isernhagen-Süd

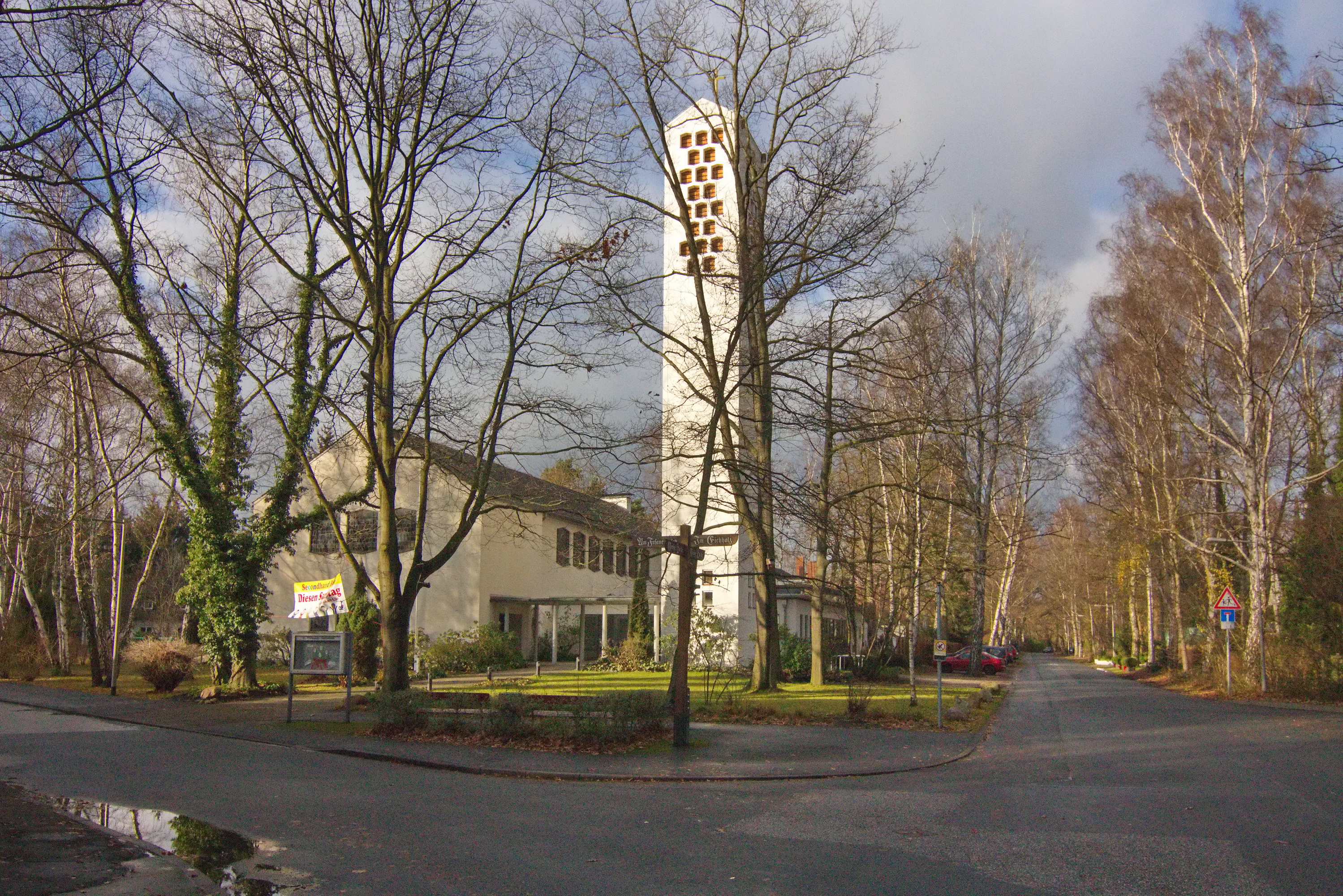
St.-Philippus-Kirche

Isernhagen-Süd ist der nördlichste Stadtteil Hannovers. Er grenzt im Westen an die Stadt Langenhagen, im Norden und Osten an die Gemeinde Isernhagen, im Süden bildet die A 2 die Grenze zu den Stadtteilen Sahlkamp und Bothfeld. Bis zur Eingliederung in die Landeshauptstadt, die am 1. März 1974 wirksam wurde, gehörte Isernhagen-Süd zur Niedernhägener Bauerschaft von Isernhagen. Im Stadtteil stehen überwiegend Einfamilienhäuser.
Die Eichengruppe Im Kamp, eine Gruppe aus 17 Stieleichen, ist als Naturdenkmal geschützt.
Am Fasanenkrug befindet sich die Endhaltestelle der Stadtbahnlinie 13. Zu besonderen Anlässen wie dem Bothfelder Herbstmarkt oder der Nikolausfahrt verkehren historische Straßenbahnen der üstra.
Der Bürgerverein Isernhagen-Süd e. V. kümmert sich um die Erhaltung und Verschönerung des Ortsbildes. Der TSC Isernhagen-Süd ist der einzige Sportverein im Stadtteil. Der Tennisverein besitzt neun Außenascheplätze, von denen einer überdacht und beheizt ist.

## Lahe

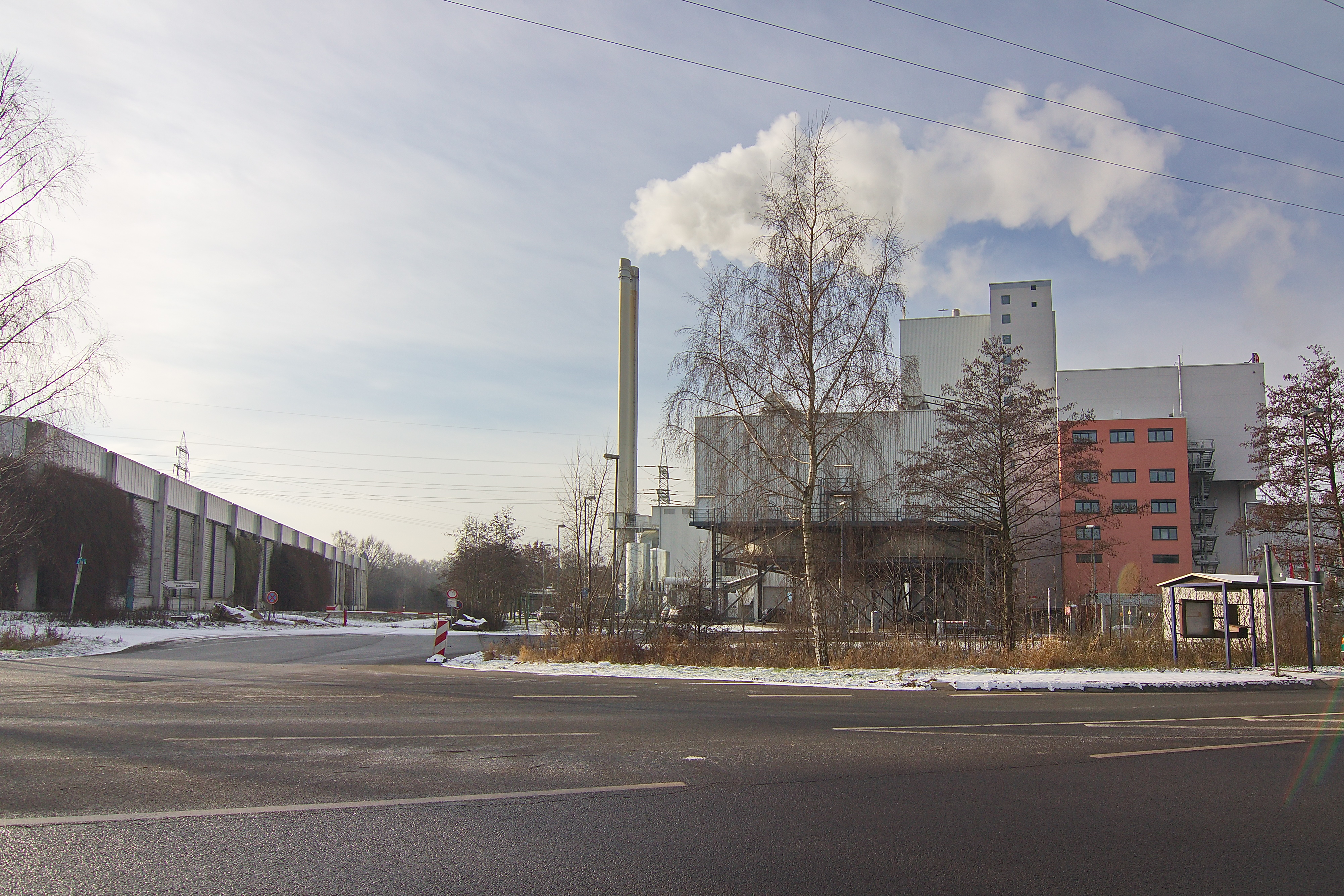
E.ON Energy from Waste GmbH in Lahe

Lahe wird im Westen begrenzt durch den Laher Graben, im Nordosten durch die Straße Varrelheide. Die Grenze verläuft im Gewerbegebiet etwas nördlich dieses Straßenzuges weiter nach Osten durch den Altwarmbüchener See bis zur A 7, danach östlich der A 37 zur Buchholzer Straße und von der Kreuzung Kirchhorster Straße entlang dieser Straße wieder bis zum Laher Graben.
Im Stadtteil befindet sich die von dem Zweckverband Abfallwirtschaft Region Hannover (aha) betriebene Deponie Hannover mit der höchsten Erhebung der Stadt (vor dem fast gleich hohen Kronsberg im Südosten), dem Nordberg, einem 118 m hohen Müllberg.
Am 11. Juni 2006 wurde die Stadtbahnlinie 3 nach Altwarmbüchen verlängert, wodurch Lahe und insbesondere der Stadtfriedhof Lahe einen Stadtbahnanschluss erhielten.
Durch Lahe führen die Autobahnen A 2 und A 37, die sich hier im Autobahnkreuz Hannover-Buchholz kreuzen.

## Vahrenheide

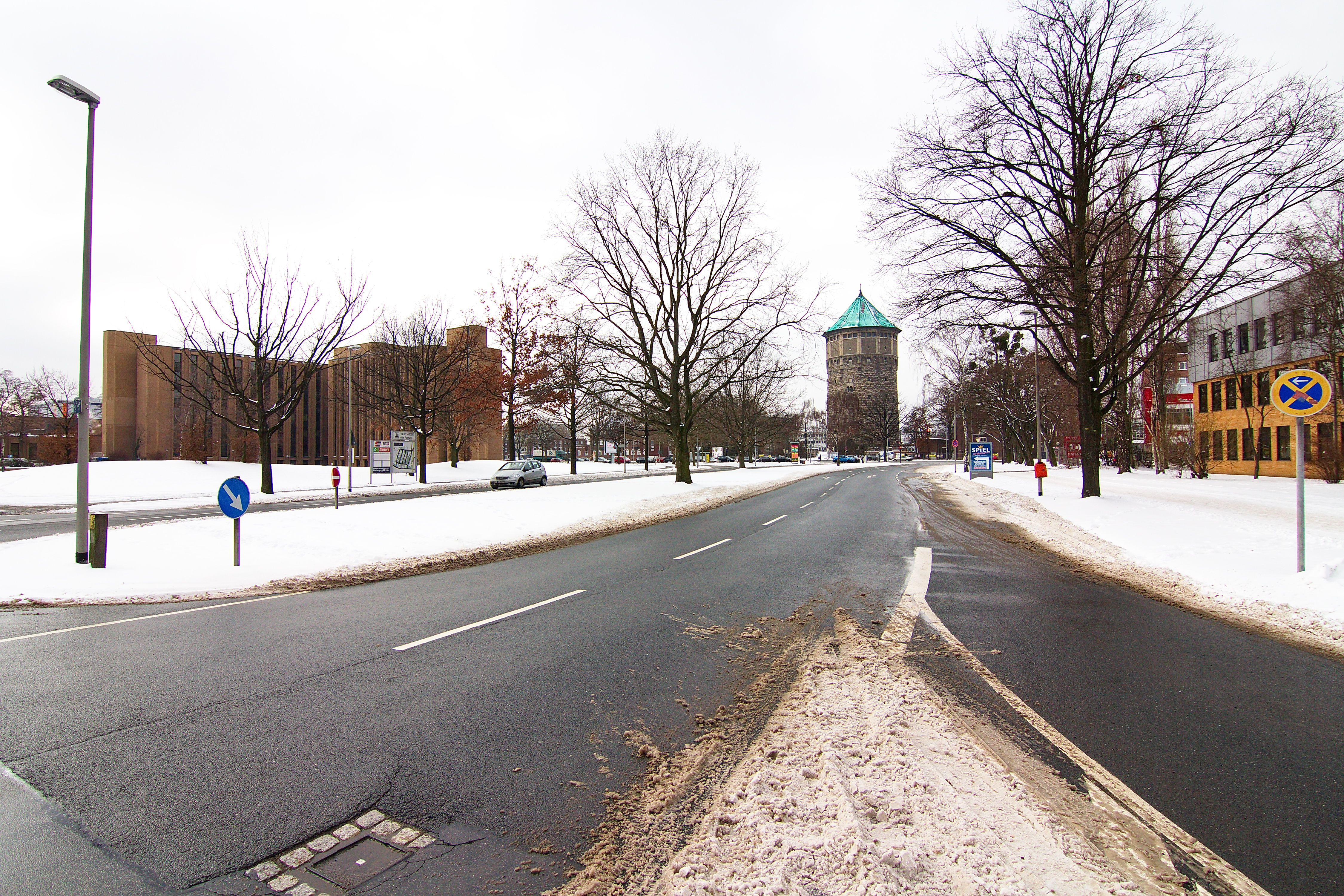
Straße Alter Flughafen in Vahrenheide mit Blick auf den Wasserturm Hannover

Vahrenheide wird im Norden durch die Autobahn 2 und die Kugelfangtrift begrenzt, im Osten durch die Peter-Strasser-Allee und die Straße Holzwiesen, im Süden durch den Mittellandkanal und im Westen durch die Vahrenwalder Straße.
Der Stadtteil hat seinen Namen von der Vahrenwalder Heide. Hier soll am 18. August 1903 Karl Jatho einen der ersten Motorflüge der Welt vollbracht haben. Einige Jahre später schuf die Reichswehr hier einen Flugplatz, aus dem nach dem Ersten Weltkrieg der Flughafen Hannover-Vahrenwald entstand. Der Flughafen wurde im Zweiten Weltkrieg schwer beschädigt und danach nicht wieder in Betrieb genommen. Als Ersatz wurde 1952 der Flughafen Hannover-Langenhagen eröffnet.
In Vahrenheide befinden sich die evangelisch-lutherische Tituskirche und die katholische St.-Franziskus-Kirche, beide Kirchen wurden im Jahr 1964 fertiggestellt und eingeweiht.

## Sahlkamp

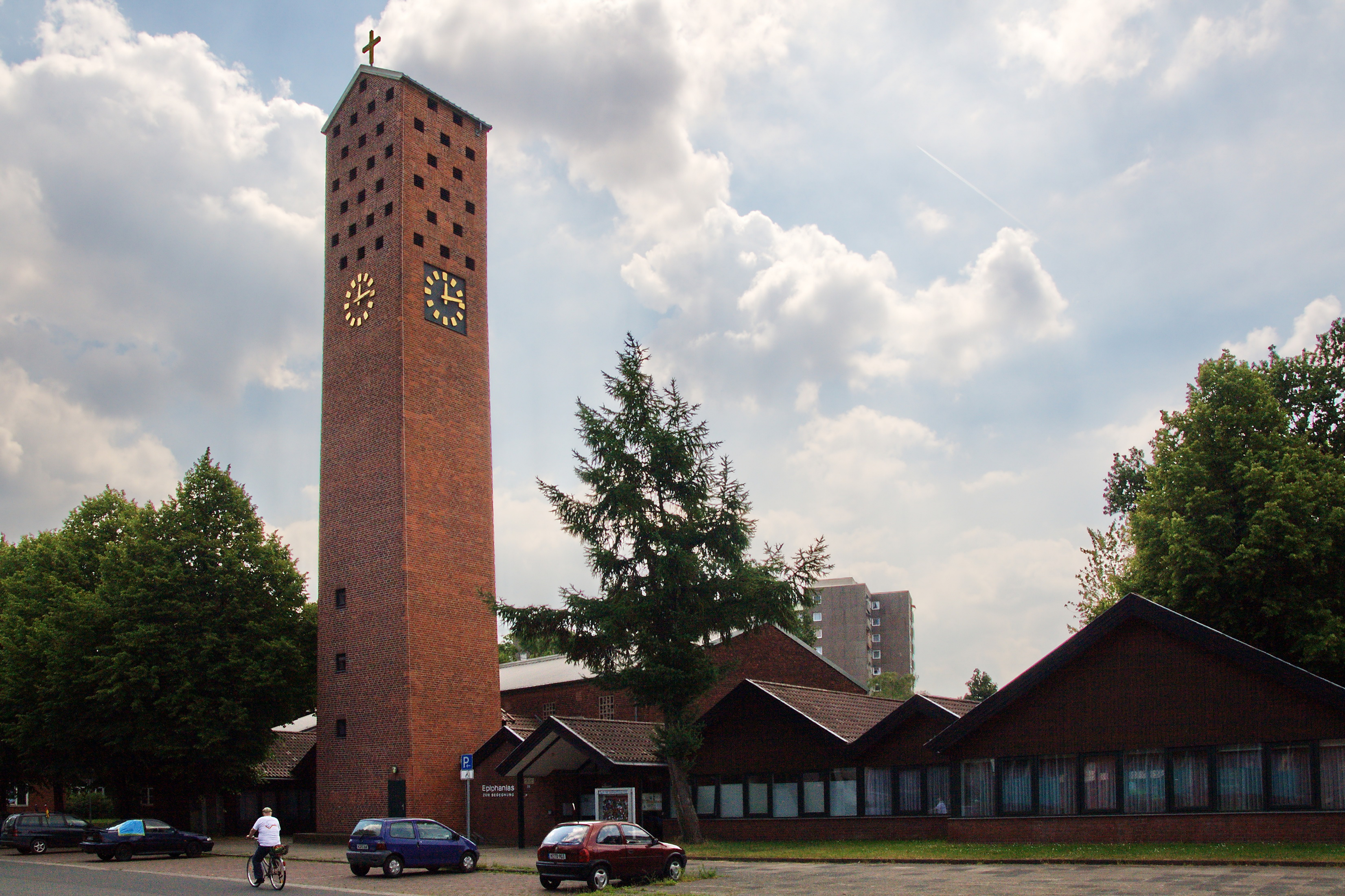
Epiphaniaskirche im Sahlkamp

Sahlkamp ist überwiegend geprägt durch in den 1950er und 1960er Jahren errichtete Einfamilienhäuser. Daneben gibt es an den Straßen Hägewiesen und Ada-Lessing-Straße Hochhäuser aus den 1970er Jahren.
Durch eine hohe Anzahl von Sozialwohnungen ist hier ein sozialer Brennpunkt entstanden. Der Anteil der Familien mit Migrationshintergrund im Stadtteil liegt bei überdurchschnittlichen 36 Prozent. Am 19. Juni 2010 kam es bei einem Straßenfest zu einem Zwischenfall: Eine Tanzgruppe der Liberalen Jüdischen Gemeinde wurde von einer antisemitische Parolen rufenden Gruppe von Kindern und Jugendlichen u. a. arabischer Abstammung mit Kieselsteinen beworfen. Eine Tänzerin wurde dadurch verletzt, so dass die Tanzvorstellung abgebrochen wurde.
Für Jugendliche und Kinder gibt es als Freizeitangebote ein Jugendzentrum und einen Stadtteilbauernhof, auf dem Kinder und Jugendliche mit Tieren des Landlebens direkten Kontakt haben können. Das Gelände der ehemaligen Außenstelle des Gymnasiums Herschelschule ist heute eine Kindertagesstätte. Durch die Stadtbahnlinie 2 (Alte Heide – Gleidingen) ist der Sahlkamp mit der Innenstadt verbunden. Ebenso durchqueren mehrere Buslinien den Stadtteil.

## Bezirksrat
Der Stadtbezirksrat Bothfeld-Vahrenheide besteht aus 21 Mitgliedern. Er tagt etwa zehnmal im Jahr. Die Termine und die vorgesehenen Beratungspunkte der für die Öffentlichkeit zugänglichen Sitzungen sind neben der Bekanntgabe in den Tageszeitungen auch unter Hannover.de zu finden. Die Sitzverteilung, die Mitglieder des Stadtbezirksrates und ihre Erreichbarkeit, Bezirksbürgermeister und Stellvertretung sind auf der Webseite Hannover.de dargestellt.
Die Stadt Hannover hat in ihrer Hauptsatzung von der Möglichkeit des Niedersächsischen Kommunalverfassungsgesetzes Gebrauch gemacht, dass die Mitglieder des Rates, deren Wahlbereich ganz oder teilweise im jeweiligen Stadtbezirk liegt oder die dort wohnen, dem Stadtbezirksrat mit beratender Stimme angehören.
In seiner konstituierenden Sitzung im November 2021 wählte der Bezirksrat zu Beginn seiner fünfjährigen Wahlperiode den 33-jährigen Arzt Wjahat Waraich (SPD) zum Bezirksbürgermeister und Beate Herkendell (Grüne) zu seiner Stellvertreterin. Harry Grunenberg hatte nach zehnjähriger Tätigkeit als Bezirksbürgermeister nicht erneut für den Bezirksrat kandidiert.
Wahl 2021
Bei der Kommunalwahl vom 12. September 2021 blieb die SPD stärkste Partei und erhielt 7 Sitze. Die CDU bekam 5 Sitze, Bündnis 90/Die Grünen vier, FDP und AfD je zwei. Die Linke erreichte einen Sitz. Von den 21 gewählten Mitgliedern des Bezirksrates sind sechs Frauen (Grüne vier, SPD drei, CDU eine).
- Linke: 1
- SPD: 7
- Grüne: 4
- FDP: 2
- CDU: 5
- AfD: 2

Wahl 2016
Bei der Kommunalwahl vom 12. September 2016 wurde die SPD wieder stärkste Partei mit 32,2 % (7 Sitze) der Stimmen. Die CDU erreichte 29,5 % (6 Sitze), die AfD 12,4 % (3 Sitze), die Grünen 11,8 %  (3Sitze), die FDP 6,4 % (1 Sitz) und die Linke 4,8 % (1 Sitz).
- Linke: 1
- SPD: 7
- Grüne: 3
- FDP: 1
- CDU: 6
- AfD: 3

## Bevölkerungsentwicklung

Einwohnerentwicklung im Stadtbezirk

| Entwicklung der Bevölkerungszahl seit 2011 | Entwicklung der Bevölkerungszahl seit 2011 | Entwicklung der Bevölkerungszahl seit 2011 | Entwicklung der Bevölkerungszahl seit 2011 | Entwicklung der Bevölkerungszahl seit 2011 | Entwicklung der Bevölkerungszahl seit 2011 | Entwicklung der Bevölkerungszahl seit 2011 |
| ------------------------------------------ | ------------------------------------------ | ------------------------------------------ | ------------------------------------------ | ------------------------------------------ | ------------------------------------------ | ------------------------------------------ |
| Jahr                                       | Bothfeld                                   | Isernhagen-Süd                             | Lahe                                       | Sahlkamp                                   | Vahrenheide                                | Gesamt                                     |
| 2012                                       | 20.386                                     | 2.800                                      | 1.813                                      | 13.680                                     | 9.288                                      | 47.967                                     |
| 2013                                       | 20.463                                     | 2.810                                      | 1.789                                      | 13.715                                     | 9.481                                      | 48.258                                     |
| 2014                                       | 20.476                                     | 2.843                                      | 1.826                                      | 13.880                                     | 9.650                                      | 48.675                                     |
| 2015                                       | 20.579                                     | 2.861                                      | 1.827                                      | 14.199                                     | 10.030                                     | 49.496                                     |
| 2016                                       | 20.660                                     | 2.904                                      | 1.899                                      | 14.386                                     | 9.974                                      | 49.823                                     |
| 2017                                       | 20.512                                     | 2.935                                      | 1.903                                      | 14.433                                     | 9.884                                      | 49.667                                     |
| 2018                                       | 20.589                                     | 2.994                                      | 1.993                                      | 14.368                                     | 9.961                                      | 49.905                                     |
| 2019                                       | 20.643                                     | 3.020                                      | 2.119                                      | 14.318                                     | 9.912                                      | 50.012                                     |
| 2020                                       | 20.674                                     | 2.995                                      | 2.111                                      | 14.338                                     | 9.898                                      | 50.016                                     |
| 2021                                       | 20.778                                     | 3.005                                      | 2.189                                      | 14.246                                     | 9.808                                      | 50.026                                     |
| 2022                                       | 21.077                                     | 3.084                                      | 2.271                                      | 14.363                                     | 9.998                                      | 50.793                                     |